# Nantouillet
Nantouillet település Franciaországban, Seine-et-Marne megyében. Lakosainak száma 303 fő (2022. január 1.). Nantouillet Juilly, Montgé-en-Goële, Saint-Mesmes, Thieux és Vinantes községekkel határos.

## Népesség
A település népességének változása:
| Lakosok száma | 278  | 277  | 276  | 277  | 279  | 286  | 293  | 294  | 303  |
|               | 2013 | 2015 | 2016 | 2017 | 2018 | 2019 | 2020 | 2021 | 2022 |